# Zhang Xi Yi
Zhang Xiang San (en xinès: 張祥三, 1900—1982), també conegut com a Zhang Xi Yi (張習易), nascut al comtat de Huang (avui ciutat de Longkou) a la província de Shandong, va ser un mestre d'arts marcials. Va ser practicant i mestre de l'estil Liùhé Tángláng Quán, deixeble del mestre Ding Zi Cheng (丁子成).